# Curitiba Challenger 1984
Il Curitiba Challenger 1984 è stato un torneo di tennis facente parte della categoria ATP Challenger Series nell'ambito dell'ATP Challenger Series 1984. Il torneo si è giocato a Curitiba in Brasile dal 7 al 13 maggio 1984 su campi in terra rossa.

## Vincitori

### Singolare
Martín Jaite ha battuto in finale  Ivan Kley con il punteggio di 6–2, 6–4

### Doppio
Nelson Aerts /  Alexandre Hocevar hanno battuto in finale  Ivan Kley /  Fernando Roese con il punteggio di 6–4, 2–6, 7–6